# فينس بيك
فينس بيك (بالإنجليزية: Vince Beck)‏ (26 يناير 1963 في المملكة المتحدة - ) هو لاعب كرة قدم بريطاني في مركز الدفاع. لعب مع Cincinnati Silverbacks ‏ وDayton Dynamo (1988–1995) ‏ وMemphis Express (soccer) ‏ وMemphis Storm ‏ وColumbus Xoggz ‏ وفيلادلفيا كيكس ‏ وويتشاتا وينغز ‏.